# Кирха в Заозерье
Кирха в Заозерье — несохранившаяся лютеранская церковь в деревне Заозерье Кингисеппского района Ленинградской области, бывший центр прихода Сойккола (фин. Soikkola) Евангелическо-лютеранской церкви Ингрии.

## История
Приход Сойккола — один из старейших в Ингерманландии, он упоминается начиная с 1620 года.
В XVII веке в приходе существовала часовня, принадлежавшая приходу Каприо.
Сойккола и Каттила с начала XVIII века являлись капельными прихода Каприо.
В 1740 году приходы Каттила и Сойккола были объединёны в один общий приход Каттила-Сойккола.
В том же году в селе Сойкино (фин. Soikkola) около православной церкви святого Николая Чудотворца, была возведена и освящена первая деревянная приходская кирха. Строительство сопровождалось протестами священников православной церкви, требовавших перенести кирху подальше от православного храма.
В 1810 году кирху отремонтировали и перестроили.
В 1834 году был образован объединённый приход Каттила-Сойккола-Новасолкка.

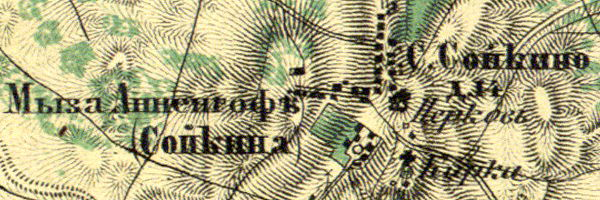
Расположение кирхи в селе Сойкино. 1860 год

В 1865 году в объединённом приходе Каттила-Сойккола-Новасолкка числилось 1793 человека. Приход входил в Западно-Ингерманландское пробство.
Из-за бедности прихода и больших расстояний между тремя церквями, должность пастора в объединённом приходе часто оставалась вакантной.
В 1905 году в кирхе случился пожар, уничтоживший её практически полностью.
В 1909 году к востоку от села Сойкино, давшего название приходу, в деревне Заозерье (фин. Järvenperä) у Копанского озера (фин. Koppananjärvi), началось строительство новой деревянной кирхи на 150 мест.
27 июля 1910 года новая кирха была освящена и присоединена к объединённому приходу Каттила-Сойккола-Новасолкка.
В 1917 году прихожан было 1635 человек.
В 1919 году приходы Каттила, Сойккола и Новасолкка вновь стали независимы друг от друга. Число прихожан в них оценивалось примерно по 700 человек в каждом.

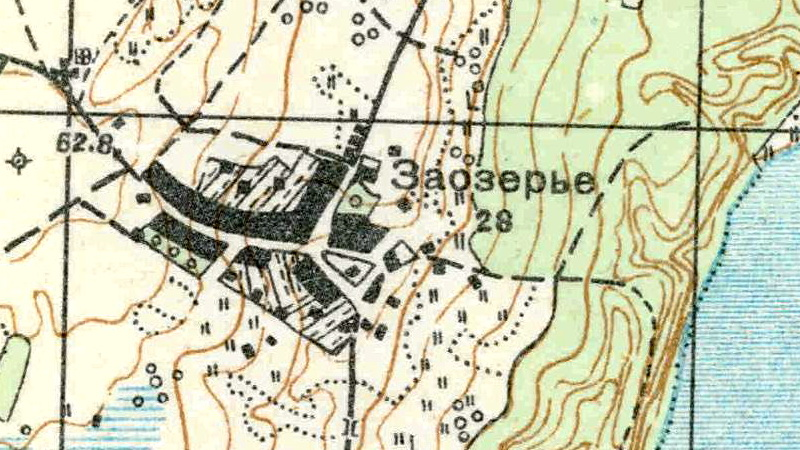
Расположение кирхи в деревне Заозерье. 1930 год

В 1931 году священников перестали допускать во вновь образованную пограничную зону и кирха была закрыта.
В 1936 году здание церкви было превращено в амбар.
Разрушена в послевоенные годы.

## Прихожане
Приход Сойккола (фин. Soikkola) включал в себя 33 деревни:

Александрово, Андреевщина, Большое Стремление, Валяницы, Вистино, Воцкий Конец, Гамалово, Гарколово, Горки, Дубки, Евсеева Гора, Залесье, Заозерье, Кирконмяки, Колгомпя, Кошкино, Косколово, Криворучье, Купля, Ловколово, Лока, Малое Стремление, Мишино, Новое Гарколово, Пейпия, Пятчино, Репино, Ручьи, Слободка, Сменково, Сойкино, Суйда, Югантово.

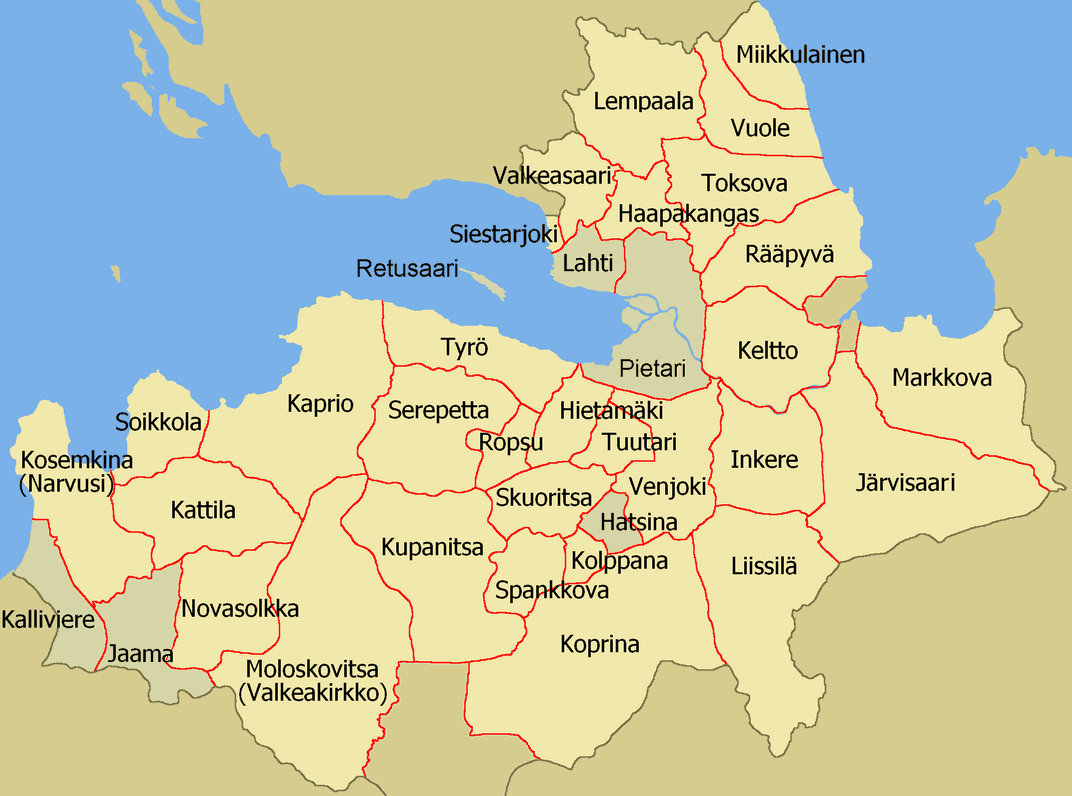
Карта приходов Церкви Ингрии (1930-е годы)

Изменение численности населения объединённого прихода Каттила-Сойккола-Новасолкка с 1842 по 1917 год:

## Духовенство
| Настоятели прихода | Настоятели прихода                                       |
| Даты               | Пастор                                                   |
| ------------------ | -------------------------------------------------------- |
| 1628—1640          | Петрус Зигфриди                                          |
| 1640—1643          | Эрикус Йоханнис Аббогиус                                 |
| 1644—1656          | Эрландус Йоне Верман                                     |
| 1657—1683          | Кристер Петри Толерус                                    |
| 1685—1695          | Йохан Талленгрен                                         |
| 1707—1708          | Йохан Кроок (пастор)                                     |
| 1740               | Йохан Алквист (пастор, пастор)                           |
| 1746—1761†         | Йохан Алквист (пастор, пастор)                           |
| 1761—1778          | Израэл Зетраеус (настоятель)                             |
| 1778—1792          | Петер Йоханссон Окерстедт (настоятель)                   |
| 1792—1795          | Георг Йохан Строльман (настоятель)                       |
| 1795—1796          | Олоф Эмануэль Кастрен (и. о. пастора)                    |
| 1795—1802          | Густав Линд (настоятель)                                 |
| 1802—1809†         | Йохан Петер Уллберг (настоятель)                         |
| 1809—1823          | Йохан Грёнлунд (и. о. пастора, пастор)                   |
| 1823—1852†         | Йохан Йозеф Грюндстрём (и. о. пастора, пастор)           |
| 1853—1856          | Йохан Людвиг Николаус Грюндстрём (и. о. пастора, пастор) |
| 1857—1865†         | Рейнхолд Валдемар Зиллиакус (настоятель)                 |
| 1866—1872          | Алексантери Карл Сонни (настоятель)                      |
| 1872—1888          | Казимир Константин Строльман (настоятель)                |
| 1888               | Маттиас Йохан Эйсен (и. о. пастора)                      |
| 1888—1889          | Карл Аксель Адемар Коски (и. о. пастора)                 |
| 1889—1890          | Эдуард Леопольд Юргенсен (и. о. пастора)                 |
| 1890—1901          | Йохан Эдвард Швиндт (настоятель)                         |
| 1901—1903          | Франс Симеон Суокас (настоятель)                         |
| 1903—1906          | Юхо Варонен (и. о. пастора)                              |
| 1907—1909          | Абель Фабиан Раунио (и. о. пастора)                      |
| 1909—1914          | Селим Ялмар Лауриккала (и. о. пастора, пастор)           |
| 1914—1919          | Фритьёф Георг Слёёр (и. о. пастора)                      |
| 1914—1916          | Виктор Армас Аавикко (и. о. пастора)                     |
| 1920—1924          | Алексантери Корпелайнен                                  |
| 1924—1927          | Николай Вихолайнен                                       |
| 1928—1929          | Генрих Тёули                                             |

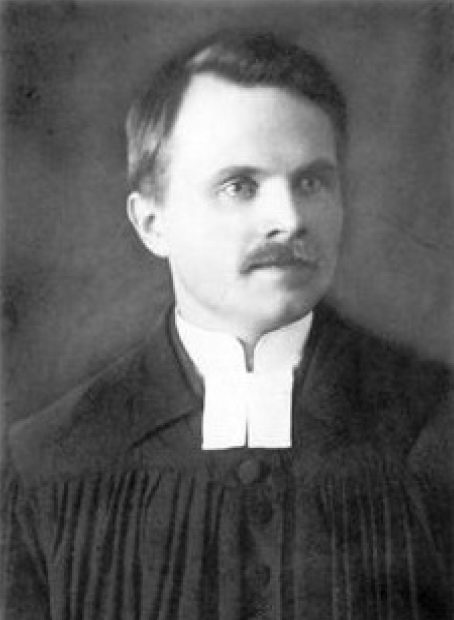
Пастор С. Я. Лауриккала
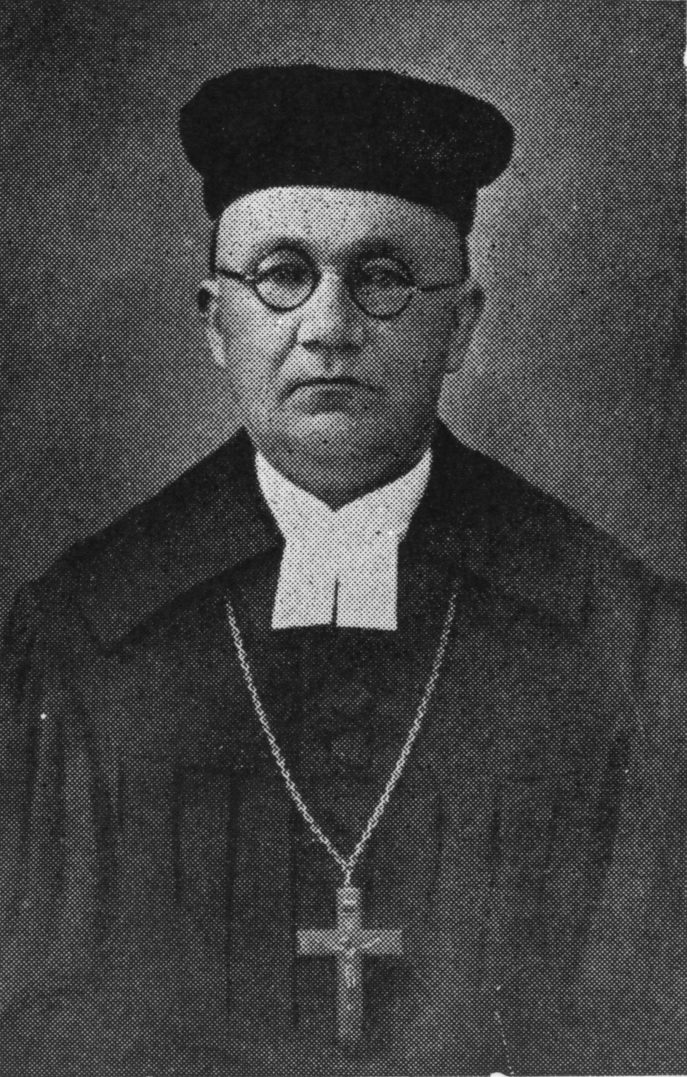
Пастор В. А. Аавикко

## Фото

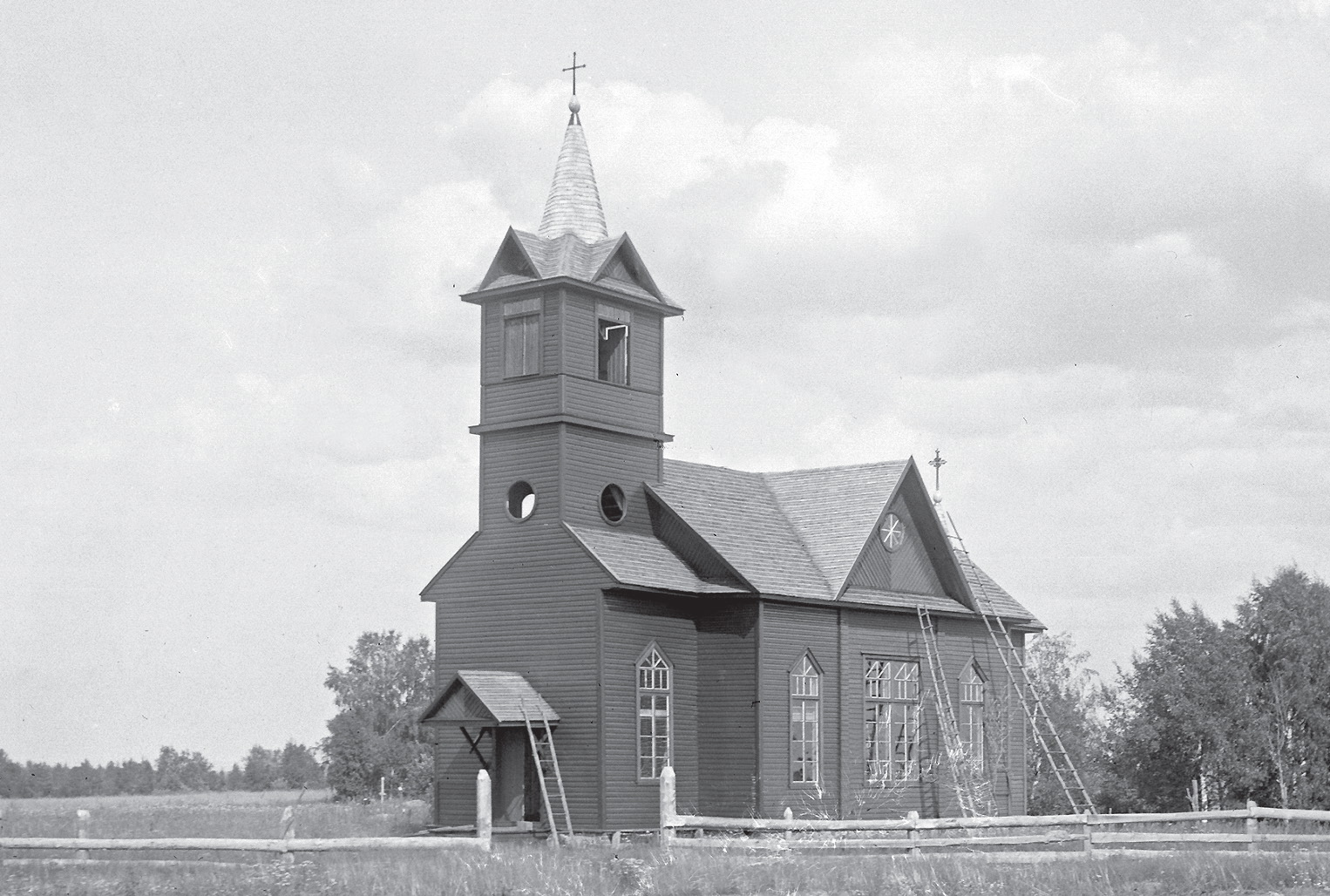
Кирха прихода Сойккола. 1911 год
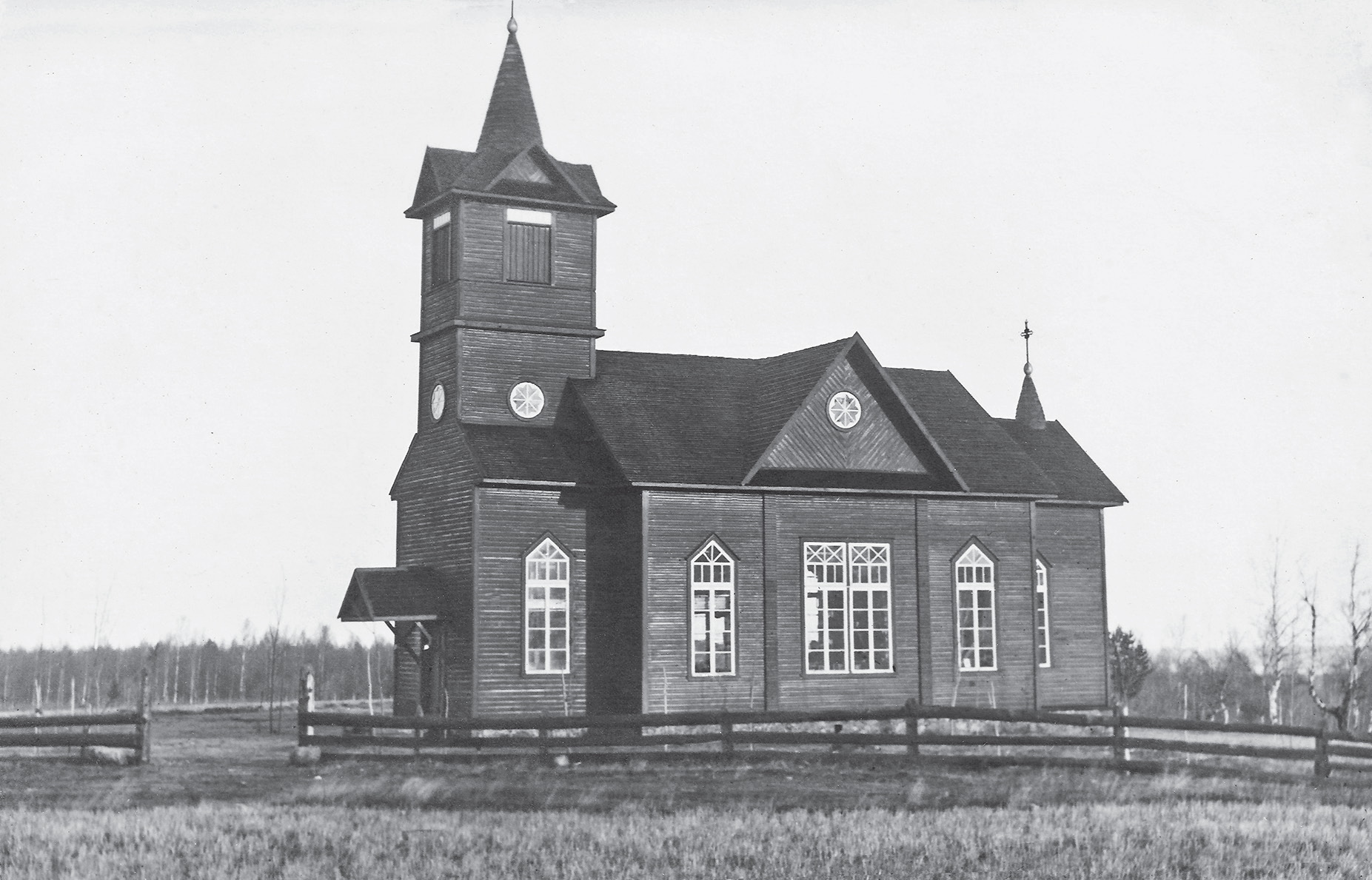
Кирха прихода Сойккола. 1911 год
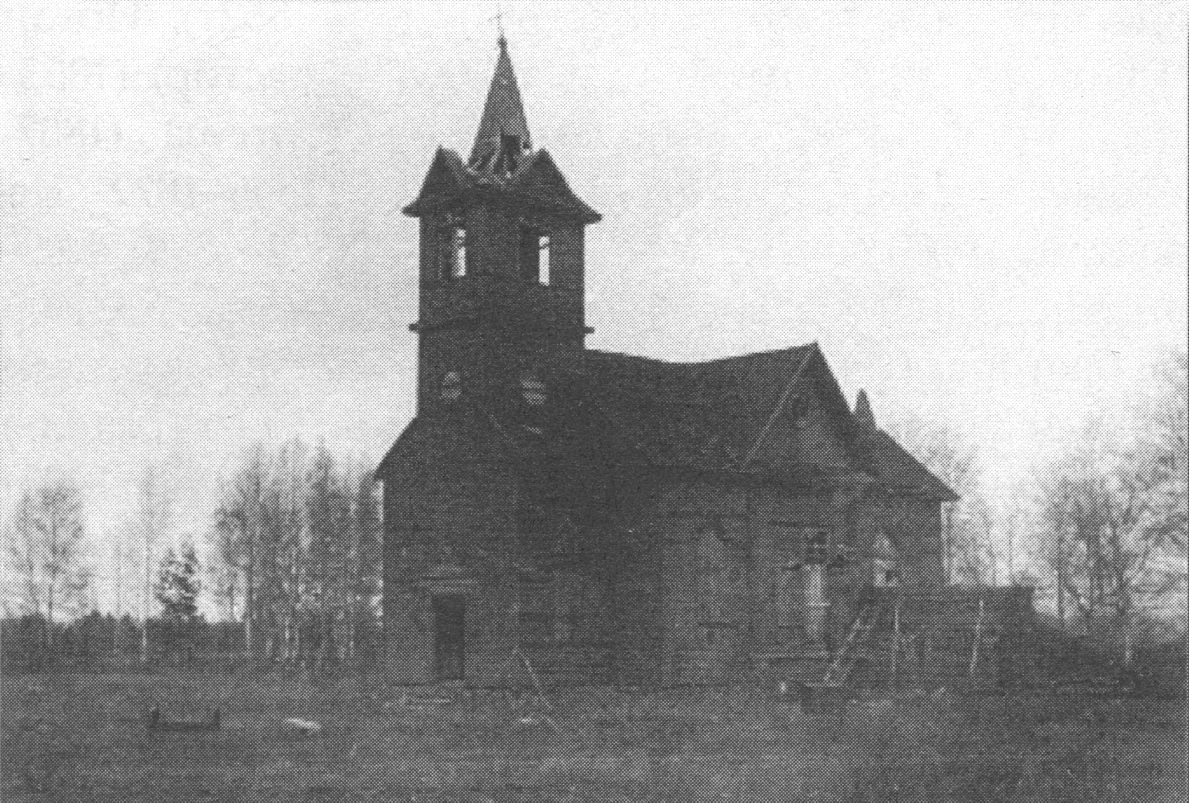
Кирха прихода Сойккола. 1943 год